# Fengren
Fengren är en köping i sydöstra Kina. Den ligger i Longchuan härad i staden Heyuan i provinsen Guangdong,  omkring 240 kilometer nordost om provinshuvudstaden Guangzhou. Antalet invånare är 30 324. Befolkningen består av 15 481 kvinnor och 14 843 män. Barn under 15 år utgör 23,0 %, vuxna 15-64 år 65 %, och äldre över 65 år 11,0 %.